# Den piktiska krönikan
Den piktiska krönikan är det namn som historiker har gett åt en kungalängd över pikternas regenter. Den påstås börja många tusen år före den skriftliga historieskrivningen i Pictavia, piketernas rike, och avslutas med att Pictavia införlivas med Skottland. Det ursprungliga (nu förlorade) manuskriptet tycks ha nedtecknats under de första åren av kung Kenneth II av Skottlands styre (971–995), eftersom han är den siste kungen som nämns, och skrivaren inte känner till hur länge han regerade. Förutom själva kungalistan har texten bevarats i endast en källa: Poppleton-manuskripten, som dateras till 1300-talet.
Det finns flera versioner av Den piktiska krönikan. Den så kallade “A-listan” anses vara den äldsta, mest utförliga och tycks innehålla färre fel än övriga varianter. Den består av tre delar:
1. En redogörelse för pikternas mytiska ursprung, huvudsakligen baserad på Isidor av Sevillas fantasifulla Etymologier.
2. En lista över pikternas kungar
3. Krönikan om kungarna av Alba

Det är tydligt att de två sista delarna ursprungligen skrevs på gäliska eller medeliriska, eftersom vissa ord på gäliska inte har översatts till latin.